# خنفس الظلام
حنفس الظلام أو فوق فصيلة خنافس تينيبريونويديا (الاسم اللاتيني: Tenebrionoidea) هي فصيلة كبيرة ومتنوعة من الخنافس النهمة سوسيات الشكل وتشمل الظلاميات، التي تضم أكثر من 20,000 نوع من الأغماد، بالإضافة للخنافس المحرقة والضخام. تفرز مادة الكانثاريدين السامة والتي تسبب تقرحات جلدية. تتغذى خنافس هذه الفصيلة الكبيرة أساسا على اللحاء والزهور والفطريات والنباتات بشكل عام.